# Bais (Ille-et-Vilaine)
Bais è un comune francese di 2 123 abitanti situato nel dipartimento dell'Ille-et-Vilaine nella regione della Bretagna.

## Società

### Evoluzione demografica
Abitanti censiti